# Філіппа Вілсон
Філіппа Вілсон  (англ. Pippa Wilson, 7 лютого 1986) — британська яхтсменка, олімпійська чемпіонка.

## Виступи на Олімпіадах
| Олімпіада  | Дисципліна | Місце |
| ---------- | ---------- | ----- |
| Пекін 2008 | Інглінг    | 1     |